# Indicateurs d'attitude en lojban
Pour un article plus général, voir Lojban.
En lojban, des mots spécialisés permettent d'exprimer l'attitude du locuteur par rapport à un terme ou à un énoncé.
D'une manière générale, les attitudes sont des sentiments, et échappent à une définition logique précise (qui serait la définition de l'attitude intellectualisée et réfléchie). Une attitude est « GrmpF », et par nature, cette expression primale du sentiment part des trippes et ne se laisse pas facilement capturer par le cerveau.

## Généralités
En lojban, les indicateurs de base sont notés par des doubles voyelles (V'V) ou des diphtongues. Les 25 paires de voyelles, 4 diphtongues standards et 10 diphtongues supplémentaires conduisent à 39 indicateurs différents.
L'indicateur est un commentaire émotionnel sur quelque chose : quand il est ajouté à un énoncé, il n'ajoute rien à sa signification objective, mais précise l'attitude du locuteur par rapport à « ça » (qui peut être un énoncé complet, un objet mentionné...). En toute rigueur, l'indicateur émotionnel ne devrait pas se traduire par des mots, mais par l'expression d'un sentiment. La « traduction » qui en est donnée est nécessairement approximative, c'est par exemple celle qui apparaîtrait dans une « bulle de pensée » dans une bande dessinée. Par exemple, là où mi benji do le ckana signifie « je te mets au lit » ; .ai mi benji do le ckana exprime la même chose mais précise de plus l'état émotionnel dans lequel c'est énoncé (c'est ma volonté), ce qui pourrait se rendre par « je te mets au lit (et essaye donc de m'en empêcher...) ».
Pour refléter cette indépendance entre l'indicateur d'attitude et l'assertion objective, la traduction des indicateurs est ici donnée sous forme de commentaires, qui peuvent être mis entre parenthèses et être détachés du texte. Inversement, la traduction d'une langue naturelle vers le lojban peut nécessiter de séparer ce qui traduit une attitude de ce qui est réellement exprimé littéralement. Par exemple, « celui-là va voir de quel bois je me chauffe » sera mieux traduit comme la superposition d'un contemplatif « celui-là » et d'une expression émotionnelle « .o'onai.aile'o » ([patience]-[terminé] ; [maintenant je veux]-[agressif]).

## Indicateurs de base
| cmavo | Attitude & sentiment | Sens positif              | absence -cu'i                | Sens négatif -nai                 |
| ----- | -------------------- | ------------------------- | ---------------------------- | --------------------------------- |
| .a'a  | prêter attention     | ça attire mon attention   | sans observation             | ce n'est pas mon truc             |
| .a'e  | dynamisme            | partant pour ça           | la routine                   | marre de ça                       |
| .a'i  | effort               | c'est dur                 | sans effort                  | ça repose                         |
| .a'o  | espoir               | j'espère ça               | c'est possible               | je n'y crois pas                  |
| .a'u  | intérêt              | je me sens concerné       | ça ne m'intéresse pas        | je ne veux pas en entendre parler |
| .ai   | volonté              | je veux ça                | j'hésite                     | c'est contre ma volonté           |
| .au   | désir                | je désire ça              | ça ou autre chose            | ça me dégoûte                     |
| .e'a  | licéité              | c'est autorisé            | ce n'est pas défendu         | c'est défendu                     |
| .e'e  | compétence           | c'est dans mes cordes     | je vais bien y arriver       | ça me dépasse                     |
| .e'i  | fatalité             | c'est fatal               | c'est sans rapport           | c'est mon défi                    |
| .e'o  | souhait              | c'est mon souhait         | ça ou autre chose            | ce n'est pas ce que je souhaite   |
| .e'u  | suggestion           | c'est ma suggestion       | c'est une possibilité        | je déconseille                    |
| .ei   | obligation           | c'est mon devoir          | je n'y suis pas obligé       | je ne dois pas                    |
| .i'a  | acceptabilité        | c'est bien                | sans commentaire             | c'est inadmissible                |
| .i'e  | approbation          | c'est d'accord            | j'en prend acte              | non, pas ça                       |
| .i'i  | cohésion de groupe   | on est d'accord là-dessus | c'est mon avis               | ça ne regarde que moi             |
| .i'o  | appréciation         | j'en suis content         | ça m'est égal                | ça me met en rage                 |
| .i'u  | familiarité          | ça c'est mon domaine      | j'ai déjà vu ça              | c'est pour moi un mystère         |
| .ia   | crédibilité          | j'y crois                 | j'ai des doutes              | je n'y crois pas                  |
| .ie   | confiance            | c'est vrai                | c'est envisageable           | ça ne doit pas être ça            |
| .ii   | peur                 | effrayant !               | méfiance                     | rien à craindre                   |
| .io   | respect              | je le respecte            | ça ne m'impressionne pas     | je le méprise                     |
| .iu   | attirance            | j'aime                    | ça m'est indifférent         | je déteste                        |
| .o'a  | fierté               | j'en suis fier            | pas de quoi en faire un plat | j'en ai honte                     |
| .o'e  | appropriation        | c'est mon truc            | ça m'est égal                | ce n'est pas mon truc             |
| .o'i  | précaution           | il faut faire attention   | on peut y aller              | advienne que pourra !             |
| .o'o  | patience             | on y arrivera             | on se calme                  | y'en a marre !                    |
| .o'u  | décontraction        | zen et cool               | calme                        | quelle angoisse !                 |
| .oi   | peine                | ça me fait de la peine    | ça va                        | super !                           |
| .u'a  | apport, gain         | j'ai trouvé !             | ça ne donne rien             | où ai-je mis ça ?                 |
| .u'e  | étonnement           | c'est bluffant            | ça n'est pas mal             | on voit ça tous les jours         |
| .u'i  | amusement            | c'est drôle               | ça me laisse froid           | c'est lassant                     |
| .u'o  | courage              | haut les cœurs !          | j'hésite                     | planquons-nous !                  |
| .u'u  | remords              | je regrette               | c'est comme ça               | ça ne me concerne pas             |
| .ua   | idées claires        | voilà bien sûr !          | j'y réfléchis                | ng ? que ? quoi ?                 |
| .ue   | surprise             | c'est inattendu           | ça arrive                    | c'est couru d'avance              |
| .ui   | satisfaction         | c'est super !             | c'est la routine             | ah zut !                          |
| .uo   | achèvement           | enfin !                   | on progresse                 | on n'est pas rendu !              |
| .uu   | pitié                | pauvre chère chose        | c'est la vie                 | bien fait !                       |

## Modificateur d'intensité
Les indicateurs peuvent être plus ou moins intense, sur une échelle aussi bien positive que négative. Partant par exemple de .ei (je dois) on aura ainsi (noter que les suffixes ne sont pas toujours des abréviations) :
| D°    | suffixe  | exemple      | Traduction                                                          | Mot hameçon             |
| ----- | -------- | ------------ | ------------------------------------------------------------------- | ----------------------- |
| 400%  | -cai     | .ei,cai      | j'ai l'obligation de ; obligation ou contrainte formelle impérative | carmi, être intense     |
| 200%  | -sai     | .ei,sai      | je dois ; obligation forte sans être une contrainte                 | tsali, être fort        |
| 100%  | -∅       | .ei          | il faut que ; obligation non spécifique                             | -                       |
| 50%   | -ru'e    | .ei,ru'e     | je pourrais ; question de possibilité, de permission ou de désir    | ruble, faible           |
| 0%    | -cu'i    | .ei,cu'i     | je n'ai pas besoin, absence d'obligation                            | cumki, possible, neutre |
| -50%  | -nairu'e | .ei,nai,ru'e | je pourrais ne pas                                                  | nai + ru'e              |
| -100% | -nai     | .ei,nai      | il ne faut pas que je                                               | nai en négation         |
| -200% | -naisai  | .ei,nai,sai  | je ne dois pas                                                      | nai + sai               |
| -400% | -naicai  | .ei,nai,cai  | j'ai l'interdiction de                                              | nai + cai               |

- Les pourcentages sont donnés à titre d'illustration, par rapport au sentiment de base, et ne prétendent à aucune objectivité mesurable.
- Les « hameçons » sont des moyens mnémotechniques, mais les suffixes ne constituent pas nécessairement des abréviations (gismu) de ces termes (gismu).

Le mot pei sert de point d'interrogation sur les indicateurs d'attitudes. Seul, c'est l'équivalent de « comment ça va? ». Utilisé devant un indicateur, il demande à l'interlocuteur quel est son degré de sentiment sur l'échelle correspondante, par exemple .uapei pour « as-tu l'impression de comprendre? ».
Il est possible inversement d'utiliser l'indicateur ge'e, qui indique explicitement que l'on ne veut pas donner d'indication sur le degré atteint par le sentiment. Par exemple, .iige'e peut se rendre par « tu ne sauras jamais si je suis effrayé ».

## Catégories
Les émotions peuvent être spécifiées en précisant la catégorie à laquelle elles s'appliquent :
| Suffixe | Précision              | Absence -cu'i         | Contraire -nai         | Exemple .oi                      |
| ------- | ---------------------- | --------------------- | ---------------------- | -------------------------------- |
| ro'a    | social                 | solitaire, asocial    | antisocial             | .oiro'a mal intégré socialement  |
| ro'e    | mental, intellectuel   | irréfléchi            | stupide                | .oiro'e c'est compliqué          |
| ro'i    | émotionnel, passionnel | impassible            | apathique              | .oiro'i pas dans son assiette    |
| ro'o    | physique               | non concrétisé        | immatériel             | .oiro'o mal quelque part         |
| ro'u    | sexuel                 | chaste                | prude                  | .oiro'u pas ce soir              |
| re'e    | spirituel              | mondain               | sacrilège              | .oire'e moralement problématique |
| ga'i    | de haut rang           | égalitaire            | inférieur, humble      | .oiga'i lèse-majesté             |
| le'o    | agressif               | passif                | défensif               | .oile'o soif de vengeance        |
| vu'e    | vertueux               | sans incidence morale | débauche, criminel     | .oivu'e douleur salutaire        |
| se'i    | tourné vers soi        | objectif              | tourné vers les autres | .oise'i macération, apitoiement  |
| ri'e    | relâché, libre         | disputé               | contrôlé               | .oiri'e pénétré de douleur       |
| fu'i    | facilement, aidé       | sans aide             | difficilement          | .oifu'i douleur justifiée        |
| be'u    | manque                 | présence              | satiété                | .oibe'u hébété                   |
| se'a    | auto-suffisance        |                       | dépendance             | .oise'a fardeau lourd à porter   |

## Expression d'émotions complexes
À partir d'un indicateur de base, l'expression d'une émotion peut être précisée par un modificateur d'intensité, et peut être spécifiée par une catégorie, qui peut elle-même être qualifiée par un modificateur d'intensité. De plus, chacun des éléments peut être suffixé par nai pour indiquer son contraire (nai exprime la négation du terme immédiatement précédent).
Chaque modificateur ou catégorie modifie le premier indicateur situé à sa droite.
Il est possible d'omettre chacun de ces éléments, y compris l'indicateur de base, qui peut être remplacé par ge'e pour indiquer une émotion non spécifiée.
Par exemple, .ie,ru'e signifie que l'on se sent plutôt confiant, mais .ie,ge'e,ru'e signifie que l'on a bien confiance (.ie) et en même temps qu'il y a un faible sentiment (ru'e) que le locuteur a également en tête mais ne précise pas (.gee), l'équivalent de « je te suis, mais... »
L'expression d'émotions complexes se fait en superposant des émotions élémentaires. L'état émotionnel est donc considéré comme un vecteur dans un espace d'une quarantaine de dimension, mais seules sont mentionnées les émotions que l'on veut préciser.
Par exemple, .iu.uinai signifie qu'on est à la fois attiré (.iu) et insatisfait (.uinai), ce que peut ressentir par exemple quelqu'un qui est malheureux en amour.
Il s'agit d'une superposition de sentiments : l'ordre dans lequel ces deux sentiments sont exprimés est indifférent, et il ne faut pas rechercher dans une combinaison l'expression d'une idée de subordination, ou de qualification d'un des termes par l'autre. Contrairement au cas des mots composés, il ne faut pas comprendre ici que le sentiment est un « chagrin d'amour » ou un « amour insatisfaisant » ou une « insatisfaction plaisante », mais simplement la superposition des deux, attiré et frustré.
Les sentiments sont par eux-mêmes vagues et très elliptiques. Suivant le contexte, quelqu'un qui se dit .iu.uinai n'est pas nécessairement amoureux (.iuro'u.uinai), ce peut être un logicien peinant à trouver la solution d'une énigme (.iuro'e.uinai).

## Dialogues sur les sentiments
Le mot pei sert de point d'interrogation sur les indicateurs d'attitudes Seul, c'est l'équivalent de « comment ça va? ». Utilisé devant un indicateur, il demande à l'interlocuteur quel est son degré de sentiment sur l'échelle correspondante, par exemple .uapei pour « as-tu l'impression de comprendre? ». Enfin, placé devant un indicateur éventuellement quantifié, il demande à son interlocuteur si cette expression traduit son sentiment : pei.o'u « te sens-tu décontracté? »
Le mot dai est un marqueur d'empathie, pour traduire que le sentiment évoqué s'applique non pas au locuteur mais à l'objet auquel il se rattache. Par exemple, .oiro'odai peut se traduire par « il a du avoir mal! »
Le mot bu'o indique que l'émotion évoquée est naissante. Il donne bu'ocu'i pour indiquer que l'on continue à ressentir cette émotion, et bu'onai pour indiquer que l'émotion correspondante a cessé.